# تود موراي
تود موراي (بالإنجليزية: Todd Murray)‏ هو عازف جاز ومغن مؤلف أمريكي، ولد في 1964.